# 福岡県道230号中畑八屋線
福岡県道230号中畑八屋線（ふくおかけんどう230ごう なかばたはちやせん）は、福岡県豊前市を通る一般県道である。

## 概要
豊前市大字岩屋から豊前市大字八屋に至る。起点から豊前市大字川内は未開通区間である。
終点付近のバイパスが2025年（令和7年）3月12日に開通した。

### 路線データ
- 起点：福岡県豊前市大字岩屋（福岡県道32号犀川豊前線交点）
- 終点：福岡県豊前市大字八屋（豊前市前川交差点、大分県道・福岡県道113号中津豊前線交点）

## 歴史
- 1959年（昭和34年）4月1日 - 福岡県告示第232号により、県道中畑八屋線として路線認定される（当時の整理番号は159）[2]
- 2025年（令和7年）3月12日 - 豊前市大字八屋のバイパス（延長520 m）が開通[1]。

## 地理

### 通過する自治体
- 福岡県
  - 豊前市

### 交差する道路
| 交差する道路                       | 交差する場所 | 交差する場所                                                                                                  |
| ---------------------------------- | ------------ | --- |
| 福岡県道32号犀川豊前線未供用       | 大字岩屋     | 起点 |
| 京築広域農道 / 京築アグリライン    | 大字鳥越     | |
| 国道10号                           | 大字八屋     | 大村横矢橋交差点                                                                                              |
| 福岡県道230号中畑八屋線 / バイパス | 大字八屋     | |
| 大分県道・福岡県道113号中津豊前線  | 大字八屋     | 豊前市前川交差点 / 終点                                                                                       |
| 大分県道・福岡県道113号中津豊前線  | 大字八屋     | 能徳団地入口交差点 / バイパス終点【北緯33度36分57.2秒 東経131度6分41.5秒 / 北緯33.615889度 東経131.111528度】 |

### 沿線
- 豊前市民体育館（終点付近）
- 能徳工業団地（終点付近）